# The Sons of Odin
The Sons of Odin är en EP från 2006 av det amerikanska heavy metal-bandet Manowar, utgiven av Magic Circle Music.

## Låtförteckning
1. "The Ascension" – 2:48
2. "King of Kings" – 4:24
3. "Odin" – 3:44
4. "Gods of War" – 6:52
5. "The Sons of Odin" – 6:26